# Teosofia di Tubinga
La Teosofia (in greco antico Θεοσοφία, theosophìa), nota comunemente come Teosofia di Tubinga, è un testo cristiano di argomento teologico, apocalittico e apologetico, redatto tra il 474 e il 501.

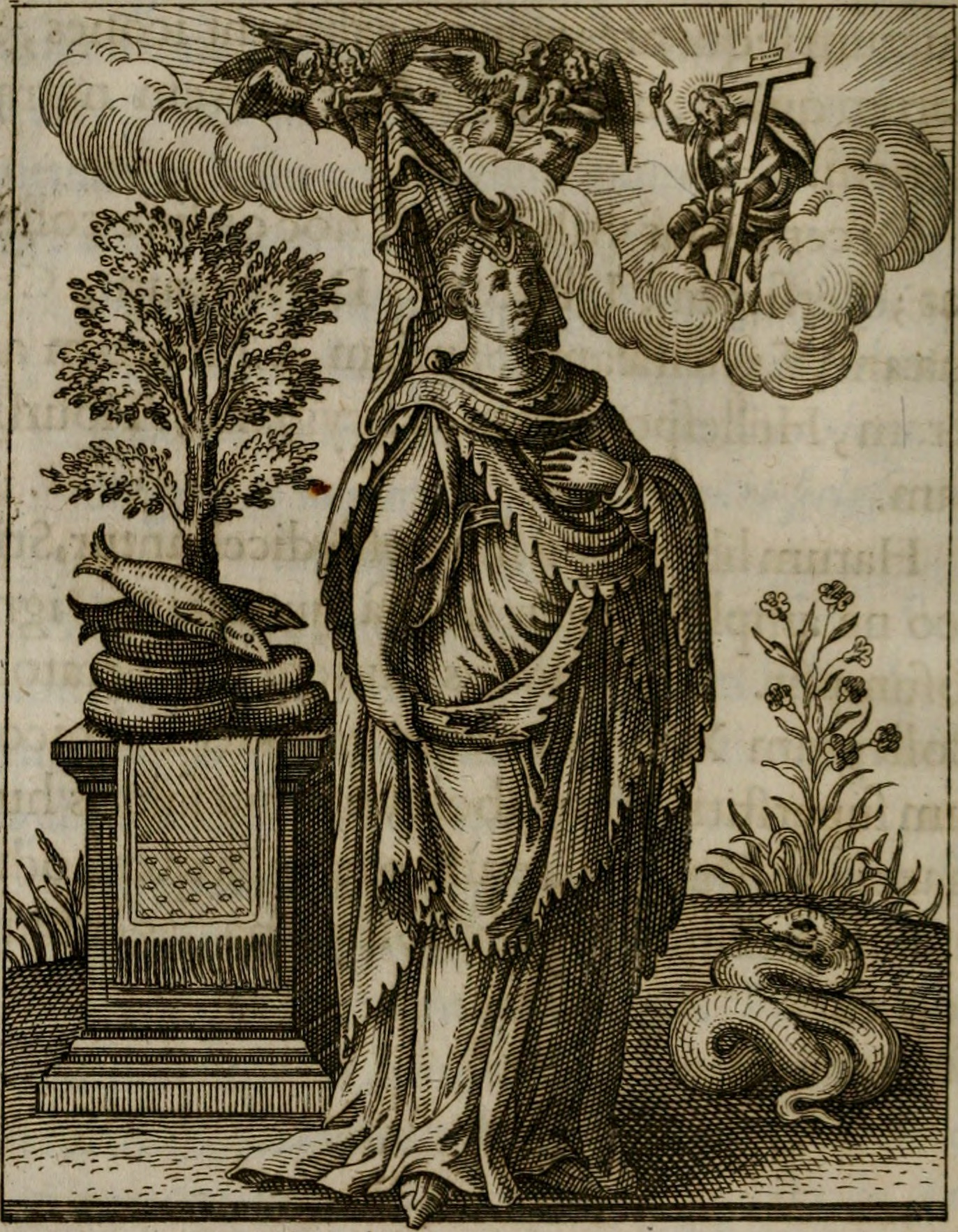
Simboli sapienziali della religiosità pagana e cristiana.

## Storia e contenuto
L'opera si compone di quattro parti, rispettivamente intitolate:
1. Oracoli degli dèi ellenici,
2. Teologia dei saggi ellenici ed egizi,
3. Oracoli delle sibille,
4. Estratto [del libro] di Hystaspes,

e una cronaca universale fino al regno dell'imperatore Zenone.
L'originale è andato perduto, ma ne restano frammenti più o meno ampi in vari manoscritti e un'epitome d'età bizantina.
Anche se è stata ricopiata in più manoscritti sparsi in Europa (alcuni già conosciuti da Agostino Steuco, che ne citò alcuni estratti nel De perenni philosophia), di cui il più famoso, per completezza e attendibilità, è quello rinvenuto in un manoscritto del 1579 conservato presso la biblioteca di Tubinga, l'opera non è mai citata dai Padri della Chiesa ed è stata totalmente ignorata (salvo rarissime eccezioni) fino al XX secolo.
L'anonimo autore richiama gli oracoli dell'Apollo di Claros per l'argomento cristologico, d'impianto monofisita, con citazioni di filosofi greci, dei vaticini delle sibille e di parti dell'opera perduta ascritta al leggendario Hystaspes, discepolo di Zarathuštra: riprendendo Giustino, Clemente Alessandrino e Lattanzio (dalle opere dei quali, in parte, la Teosofia dipende) egli afferma che i concetti di Trinità e Incarnazione erano inconsapevolmente già presenti nel mondo pagano, ben prima dell'avvento del Cristianesimo. L'intento era con ogni probabilità apologetico e missionario, volto cioè a superare alcuni ostacoli che i pagani avrebbero posto dinnanzi alla prospettiva della conversione alla dottrina cristiana.
Lo sfondo dottrinario, e in particolare la cristologia di stampo monofisita hanno spinto recentemente il Beatrice a ipotizzare, con buona probabilità, che l'autore dell'anonimo testo debba essere identificato con Severo di Antiochia, patriarca miafisita dell'omonima sede episcopale.

### Testo
- Pier Franco Beatrice, Anonymi Monophysitae Theosophia: An Attempt at Reconstruction, Brill, Leiden, 2001, pp. lxxii + 144, ISBN 9004117989. (Nuova edizione standard).
- Hartmut Erbse, Theosophorum Graecorum Fragmenta, Teubner, Stuttgart-Leipzig, 1995 (ed. orig. Hamburg, 1941), pp. lxviii + 142 (Vecchia edizione standard).

### Studi
- Pier Franco Beatrice, Traditions apocryphes dans la Théosophie de Tübingen, extrait du Colloque sur la littérature apocryphe chrétienne, Lausanne-Genève (22/03/1995), dans Apocrypha, Brepols Publisher, Turnhout, 1996, vol. 7, p. 109-122.
- H. D. Saffrey, Connaissance et inconnaissance de Dieu dans la Théosophie de Tübingen, dans Recherches sur le néoplatonisme après Plotin, Vrin, Parigi, 1990.